# 혜미 (승려)
혜미(惠彌, ?~?)는 백제의 승려이다.

## 생애
609년에 도흔(道欣) 등과 함께 풍랑을 만나 바다 위에서 표류하던 중 난파선이 왜에 표착하게 되었다. 왜의 관리가 가르침을 청하자 겐코사(元興寺)에 머물며 불교를 전파했다.